# Карл Ребане
Карл Карлович Ребане (ест. Karl Rebane; нар. 11 квітня 1926, Пярну — 5 листопада 2007) — естонський фізик, академік АН СРСР, академік і президент АН Естонської РСР, Герой Соціалістичної Праці. Депутат Верховної Ради СРСР 9-го скликання.
Народився 11 квітня 1926 року в місті Пярну, Естонія. Був учасником Другої світової війни та мав бойові нагороди. У 1947–1952 роках навчався на фізичному факультеті Ленінградського державного університету на кафедрі теоретичної фізики, якою керував Володимир Олександрович Фок.
У 1956–1964 роках працював в Інституті фізики і астрономії АН Естонської РСР. У 1964–1968 роках академік-секретар Відділення фізико-математичних та технічних наук, в 1968–1973 роках — віце-президент АН Естонської РСР. У 1973–1976 роках директор Інституту фізики АН Естонської СРСР. З 1968 року професор Тартуського університету. 
У 1967 році був обраний академіком АН Естонської РСР, в 1976 році — членом-кореспондентом, а в 1987 році — академіком АН СРСР. У 1973–1990 роках президент АН Естонської РСР. 
Помер 5 листопада 2007 року. 

## Наукова діяльність
Роботи Ребане присвячені розділу теорії твердого тіла, який пов'язаний зі спектроскопією кристалів (теорія спектрів, активованих домішковими атомами і молекулами кристалів, теорія впливу коливань кристалічної решітки та коливальної релаксації на електронні та внутрішньоядерні переходи в кристалоутворюючих частинках, розробка теорії вторинного світіння активованих кристалів). Передбачив і виявив гарячу люмінесценцію кристалів (1968). Запропонував використовувати прості молекули і молекулярні іони, впроваджені в ґрати кристала як чутливі зонди для детального експериментального дослідження взаємодії домішки з кристалом і властивостей кристала. Виконав точні вимірювання спектрів молекул хлорофілу, заморожених в твердотільних матрицях.
Монографія Карла Ребане рос. «Элементарная теория колебательной структуры спектров примесных центров кристаллов» була перекладена англійською мовою та стала настільною книгою декількох поколінь спектроскопістів, що досліджують спектральні і люмінісцентні властивості кристалів.

## Звання та нагороди
- Герой Соціалістичної Праці
- Два ордена Леніна
- Орден Трудового Червоного Прапора
- Російський орден Дружби
- Золота медаль імені П. Н. Лебедєва АН СРСР
- Почесний член Фізико-технічного інституту імені Й. Ф. Йоффе.